# Алберт Биргер Мальмстен
Альберт Биргер Мальмстен (23 декабря 1920, Грасо, Швеция — 15 февраля 1991, Стокгольм, Швеция) — шведский актёр театра и кино.

## Биография
Биргер Мальмстен родился в Грасо, Швеция. В школьном возрасте переехал в Стокгольм, чтобы исполнить свое желание стать театральным актёром. Здесь он начал участвовать в любительских театральных постановках. После службы в армии Биргер изучал психологию и драму, работал в студенческом театре в Стокгольме. В 1943 году предпринял неудачную попытку поступить в актёрскую школу Королевского драматического театра, тем не менее продолжил работать с небольшими ролями в фильмах. В это время он познакомился с Ингмаром Бергманом.
В мае 1943 года Биргер Мальмстен и Ингмар Бергман впервые встретились в постановке пьесы «Strax innan man vaknar» («Незадолго до пробуждения»). В 1944 году Бергман нанял Мальмстена для его первой профессиональной роли в сценической версии Роткеппхена Роберта Бюркнера. В том же году Мальмстен сыграл в фильме Альфа Шёберга «Травля», для которого Бергман написал сценарий и где работал помощником режиссёра. Затем он последовал за Бергманом в Хельсингборг, где Бергман занял пост главы муниципального театра.
У него было несколько главных ролей в ранних фильмах Бергмана, таких как «Дождь над нашей любовью» (1946), «Музыка в темноте» (1948) и «Тюрьма» (1949). Мальмстен начал работать в Королевском драматическом театре в 1962 году. В 1960—1963 годах он также выступал в телевизионном театре. К концу своей жизни он появляся почти исключительно в телевизионных постановках: сыграл большую роль арендодателя в сериале «Добрые соседи» (1987), а его последняя роль была в сериале «Копплинген» (1991).
В 1951 году Биргер Мальмстен женился на шведской актрисе Хайде Гёранссон.
С конца 1940-х до начала 1950-х Мальмстен играл несколько главных ролей в фильмах Бергмана. Оглядываясь назад, он упоминался как кинематографическое альтер эго Бергмана для его ролей в то время, когда режиссёр обрабатывал личные биографические детали в фильмах «Жажда», «Радость» и «Лето». В дополнение к актёрству, он был в 1950-х годах вместе со своей женой Хайде Геранссон и Кенном Фантом владельцем кинотеатра. С 1962 года работал в Королевском драматическом театре.
В последующие годы ролей Мальмстена в постановках Бергмана становилось все меньше и меньше. Его последняя роль в кино для Бергмана сыграна в 1976 году в сериале «Лицом к лицу», свою последнюю театральную роль в постановке Бергмана он сыграл в 1984 году в «Короле Лире».